# Zvol si info
Zvol si info z.s. je nezisková organizace, která se věnuje šíření mediální a informační gramotnosti skrze vzdělávání.

## Vznik
Zvol si info vzniklo na podzim roku 2016 na Fakultě sociálních studií na Masarykově univerzitě v Brně. Organizace začala jako studentský spolek, na jehož vzniku se podílelo 9 studentů a 2 vyučující, kteří se sešli v rámci předmětu orientovaném na vytváření projektů podporujících demokracii. Výstupem byl z předmětu bylo několik přednášek o propagandě pro studenty středních škol. Došlo k však k nečekanému zájmu ze strany medií, odborníků a dalších škol a po přednáškách byla velká poptávka. Studenti se tedy rozhodli pro založení spolku a ponoření se hlouběji do tématu.
Spolek vznikl mimo jiné v reakci na tehdejší prezidentské volby v USA, během nichž docházelo k šíření mnoha lží a dezinformací.

## Současnost

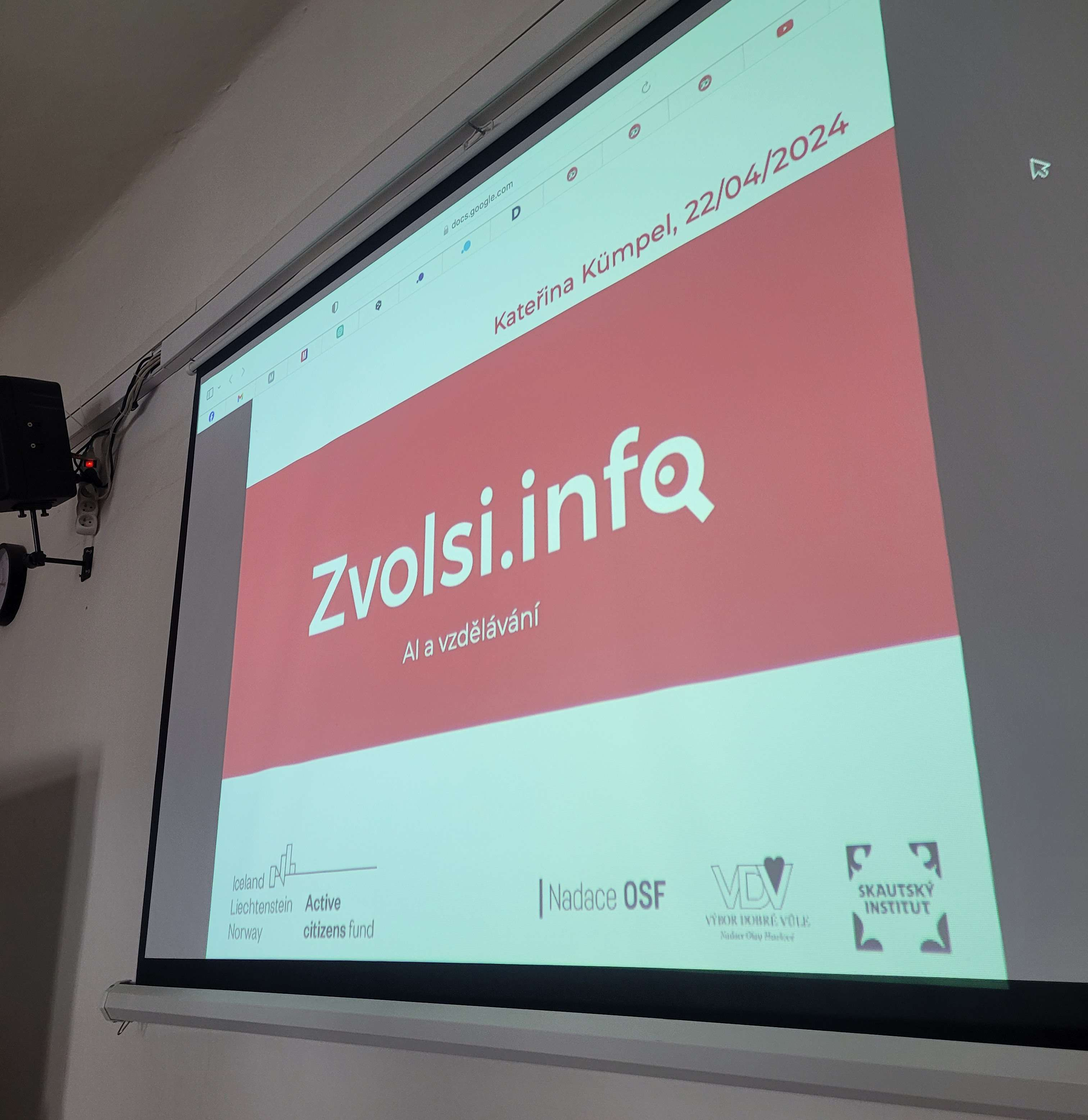
Snímek ze semináře Práce s informacemi v době AI na Kampusu Hybernská.

V současné době Zvol si info nesídlí pouze v Brně, ale i v Praze, kde je součástí Kampusu Hybernská, a v Olomouci. Organizace je zároveň členem České asociace umělé inteligence a Digi.koalice. Mezi členy organizace jsou studenti a absolventi Masarykovy univerzity, Univerzity Karlovy a Univerzity Palackého v Olomouci. Mezi obory, které členové studují či studovali, se řadí například politologie, žurnalistika, mezinárodní vztahy, pedagogika, informační studia a knihovnictví, právo a další.
Současnou předsedkyní spolku je Veronika Batelková.

## Činnost
Hlavní činností Zvol si info jsou mediálně vzdělávací workshopy a semináře pro různé cílové skupiny. Kromě těchto aktivit se spolek věnuje tvorbě edukativního obsahu na sociálních sítích, publikací, metodik a vzdělávacích aplikací, a pořádání akcí pro veřejnost.

### Workshopy
Nejčastější cílovou skupinou workshopů Zvol si info jsou žáci a studenti základních a středních škol, kterým jsou nabízeny dva workshopy Informační záplava a Sociální Sítě o délce 90 minut. Spolek se však zaměřuje i na mediální vzdělávání učitelů, seniorů, knihovníků a další veřejnosti.

#### Informační záplava
Účelem tohoto workshopu je seznámit žáky a studenty s důsledky informačního přetížení a naučit je rozpoznávat dezinformace a manipulativní obsah. Verze pro základní školy se zaměřuje především na seznámení s pojmem dezinformace, informační přetížení a s různými manipulativními technikami. Na středních školách se pak workshop věnuje příčinám šíření a důvěry v dezinformace a kritickému zhodnocení strategií v boji s dezinformacemi.

#### Sociální sítě
Workshop o sociálních sítích učí žáky a studenty udržovat zdravý vztah k sociálním mediím, o vlivu technologií na psychologii a o principu algoritmů sociálních sítí. Na základních školách se workshop zaměřuje především na reflexi studenstva ohledně množství času stráveného na sociálních sítích, seznámení se základními psychologickými koncepty spojených se sociálními sítěmi a hodnotou jejich osobních dat. Varianta pro střední školy tato témata řeší více do hloubky a věnuje se například fenoménu FOMO nebo vlivu dopaminu na vztah k digitálním technologiím.

#### Workshopy pro učitele
Účelem těchto workshopů je poskytnout učitelům znalosti pro zapojení tématu mediální gramotnosti do výuky. Učitele seznámí s proměnou digitálního světa a jejího vlivu na konzumaci informací, vztahu mladých lidí k sociálním sítím a problematikou dezinformací v širším kontextu.

#### Workshopy pro seniory
Workshop zaměřený na část populace v důchodovém věku je přizpůsoben specifickým potřebám této cílové skupiny. Věnuje problematice řetězových e-mailů, specifikům internetového prostředí a rozpoznávání důvěryhodnosti zdrojů.

#### Workshopy a webináře pro knihovníky
Téma workshopů pro knihovníky se většinou váže na poptávku dané knihovny. Jejich účelem je knihovníkům pomoc s konkrétními tipy, jak s tématy v knihovnách pracovat.
Zvol si info uspořádalo v roce 2023 ve spolupráci s Městskou knihovnou v Praze devět webinářů na různá témata pro knihovníky z celé České republiky. Témata těchto webinářů byla Média a dezinformace, Vizuální manipulace, Mediální vzdělávání, Citace a plagiátorství, Principy sociálních sítí a Digitální wellbeing.
V roce 2023 Zvol si info vytvořilo metodickou příručku pro knihovny k šíření mediální gramotnosti, jejíž vznik byl financován Nadačním fondem nezávislé žurnalistiky.

#### Kroužek ON-life
Kroužek je cílený na žactvo 3. - 5. třídy a seznamuje děti s fungováním sociálních sítí a zaměřuje se na prevenci rizik spojených s jejich užíváním. Kroužek momentálně funguje v Brně. Ke kroužku vznikla i metodika, která je dostupná pro program O2 chytrá škola.

### Akce pro veřejnost

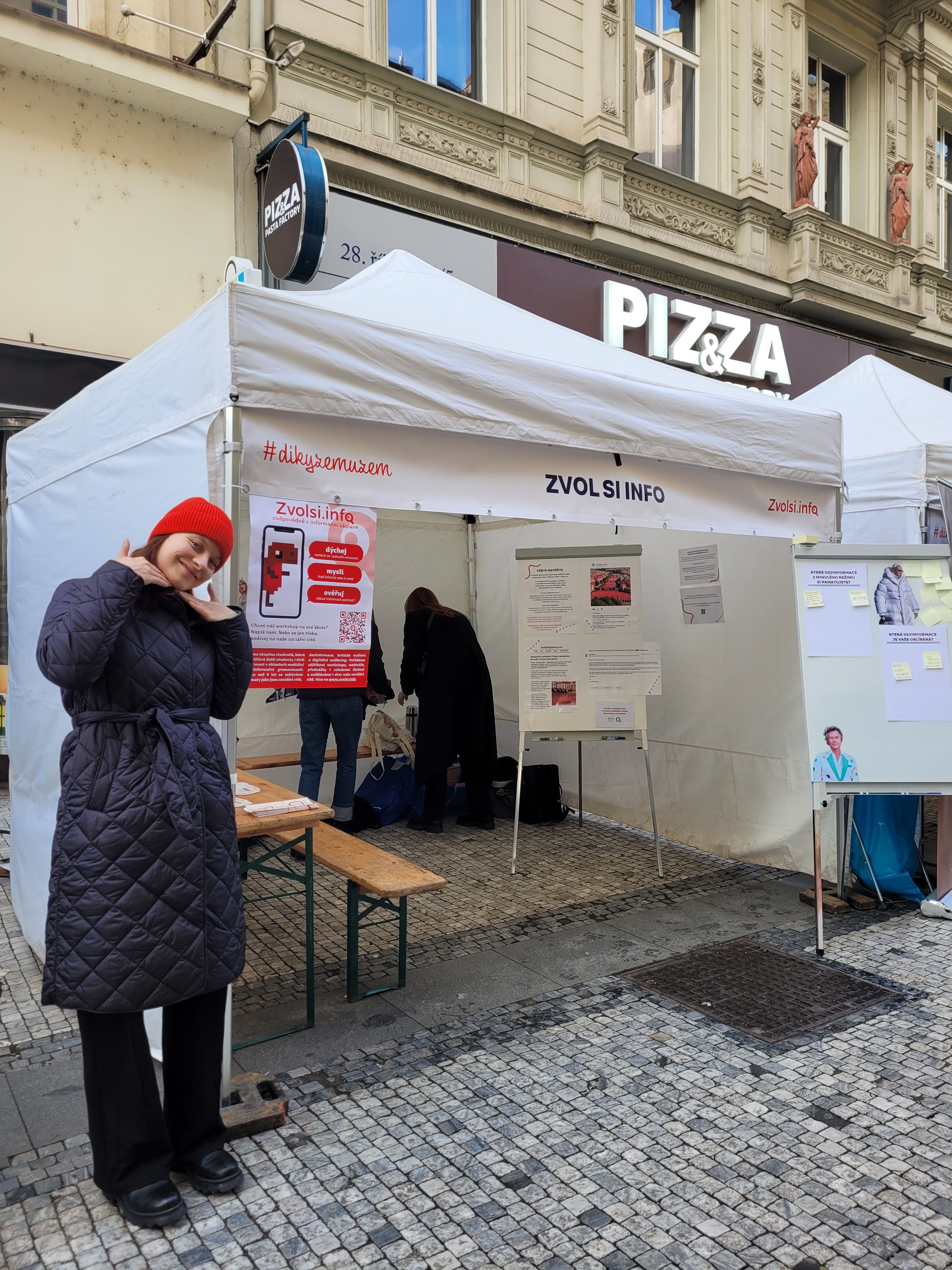
Stánek Zvol si info na Korzu Národní 2023

Zvol si info pořádá řadu akcí pro veřejnost. Na Kampusu Hybernská uspořádalo v roce 2022 výstavu Vždyť to psali na netu… | dezinformace a design , která se věnovala efektivnímu využití designu k šíření mediální gramotnosti a v roce 2024 seminář Práce s informacemi v době AI zaměřený na vliv umělé inteligence na mediální prostor a vzdělávání o umělé inteligenci. V květnu 2024 také spolek pořádal v Brně v Kině Art debatu Krok do budoucnosti o umělé inteligenci ve vzdělávání a kariéře s antropoložkou Sarou Polak a specialistou v oblasti digitálního vzdělávání Radimem Chalupníkem.
Spolek se zároveň zapojuje do akcí pořádaných jinými organizacemi jako například Korzo Národní od Díky, že můžem, Veletrh mediálního vzdělávání od JSNS nebo Brněnský Majáles.

### Aktivita na sociálních sítích a internetu
Zvol si info tvoří edukativní obsah o aktuálním dění v oblasti sociálních sítí a medií pro veřejnost dostupný na jejich facebookových stránkách a instagramovém profilu. Na webových stránkách spolku je vedený i blog .

### Publikace
- 2018 - Nejlepší kniha o fake news, dezinformacích a manipulacích!!![15]
- 2019 - Průvodce po sociálních sítích [16]

### Aplikace
- Infosaurus[17]
- Pizza záhada[18]

## Ocenění
- 2017 - Cena Gratias Tibi v kategorii do 30 let[19][20]
- 2024 - národní kolo Ceny Karla Velikého pro mladé Evropany[21].